# Paderne de Allariz
Paderne de Allariz es un municipio español perteneciente a la provincia de Orense y la Comarca de Allariz - Maceda, en la comunidad autónoma de Galicia. Cuenta con una población de 1352 habitantes (INE 2024).

## Historia
Hasta la reforma de la nomenclatura municipal de 1916 el municipio se llamaba simplemente Paderne. En dicha fecha su nombre fue modificado por el de Paderne de Allariz.

## Demografía
Cuenta con una población de 1352 habitantes (INE 2024).
| Gráfica de evolución demográfica de Paderne de Allariz entre 1842 y 2021 |
| |
| Población de derecho según los censos de población del INE Población de hecho según los censos de población del INEEn estos censos se denominaba Paderne: 1842, 1857, 1860, 1877, 1887, 1897, 1900 y 1910 |

## Organización territorial
El municipio está formado por cuarenta y siete entidades de población distribuidas en diez parroquias:
- Cantoña (San Mamed)[4][7]
- Coucieiro (San Vicente)
- Figueiredo (San Pedro)
- Figueiroá (San Julián)[4][8]
- Golpellás (Santa Eulalia)[4][9][6]
- Mourisco[5]
- Paderne[5] (San Ciprián)[4][10]
- San Ginés[5][11]
- Siabal[5] (San Lorenzo)[4][12]
- Solveira[5] (San Salvador) [13][4][6]